# 必付合約
必付合約，又稱照付不議合約。這種合約在以下情況適用：賣方為了向買方長期供應貨物，需要作出金額龐大的專項投資，因此要求買方購買不少於議定數量的貨物。如果買方提取少於議定數量的貨物，仍需就少取了的貨量付款。必付合約主要用於供應能源的長期合約。
舉例一：　賣方是一家天然氣開採公司；買方是一家電廠。賣方負責開發一個天然氣井，並敷設輸氣管道，將採得的天然氣全部輸送給買方用作發電。雙方簽訂買賣合約，每年取氣量不少於一百萬兆焦耳，為期二十年。電廠每週向賣方提出下週取氣量。每兩週根據實際用氣量付款。年終時，如果全年實際用氣量少於議定取氣量（一百萬兆焦耳），買方仍要就少取了的氣量付款。
舉例二：　賣方是一家電廠；買方是一家電網公司。賣方投資興建一個發電機組，所生產的電力全部供應該電網。雙方簽訂買賣合約，每年供電量不少於一億個千瓦小時，為期二十五年。電網根據客戶實際用電情況指示電廠供電。電廠每月根據實際供電量向電網收取電費。年終時，如果全年實際用供電量少於議定供電量（一億個千瓦小時），買方仍要就少取了的電量付款。